# Kostel svatého Jana Křtitele (Kočov)
Barokní poutní kostel svatého Jana Křtitele stával jižně od obce Kočov na Tachovsku. Býval oblíbený cílem náboženských procesí, zachovalo se z něj již pouze torzo. Zřícenina mohutného chrámu je od roku 1992 chráněna jako kulturní památka České republiky.

## Historie
První svatyně se zde nacházela snad již v 11. století. Ve 13. století tady mohl být postaven kostel sv. Jana Křtitele, jehož staviteli měli být němečtí horníci. Z roku 1578 existuje záznam o bohoslužbě v kostele sv. Jana Křtitele, kterou vedl farář z Brodu nad Tichou. Od roku 1638 spadal kostel pod plánskou farnost.
Barokní kostel byl vystavěn v letech 1728-1732 na náklady majitele plánského panství, hraběte Václava ze Sinzendorfu. Dne 24. června 1732 jej vysvětil kladrubský opat Siebert. Výmalba interiérů byla dílem malíře V. S. Schmidta z Plané, německá literatura ji však přisuzuje Eliáši Dollhopfovi.
V rámci josefínských reforem byl kostel roku 1781 uzavřen. Ještě v roce 1801 však rektor plánské školy Karel Okl uvedl v uzamčeném kostele oratorium „Stvoření“ od Josepha Haydna. Věřící nepřestávali ke kostelu přicházet, v roce 1804 proto bylo znovu oficiálně potvrzeno jeho zrušení a roku 1832 nařízena jeho demolice. Asi na 13 let ji dokázala odvrátit přestavba na porcelánku, přitom byla zazděna původní okna. Továrna však neprosperovala. Po neúspěšných pokusech ze strany plánského panství budovu znovu pronajmout či prodat byla nakonec rozebírána na stavební materiál. To bylo osudné zejména pro průčelí chrámu, které bylo rozebrané do základů.
Kostel se nalézal v osadě Sankt Johann (Sv. Jan), ve které sice ještě v roce 1921 žilo 92 obyvatel, dnes je však zaniklá. Výrazně poškozena byla při bojích v závěru druhé světové války.

### Ve filmu
Přes památkovou ochranu byl kostel v roce 2000 upraven na „pekelnou sluj“, kulisu pro pohádku Z pekla štěstí 2 režiséra Zdeňka Trošky. Při těchto úpravách zmizely poslední zbytky barokních maleb. Krátce po filmování se zřítila podstatná část klenby.

## Fotogalerie

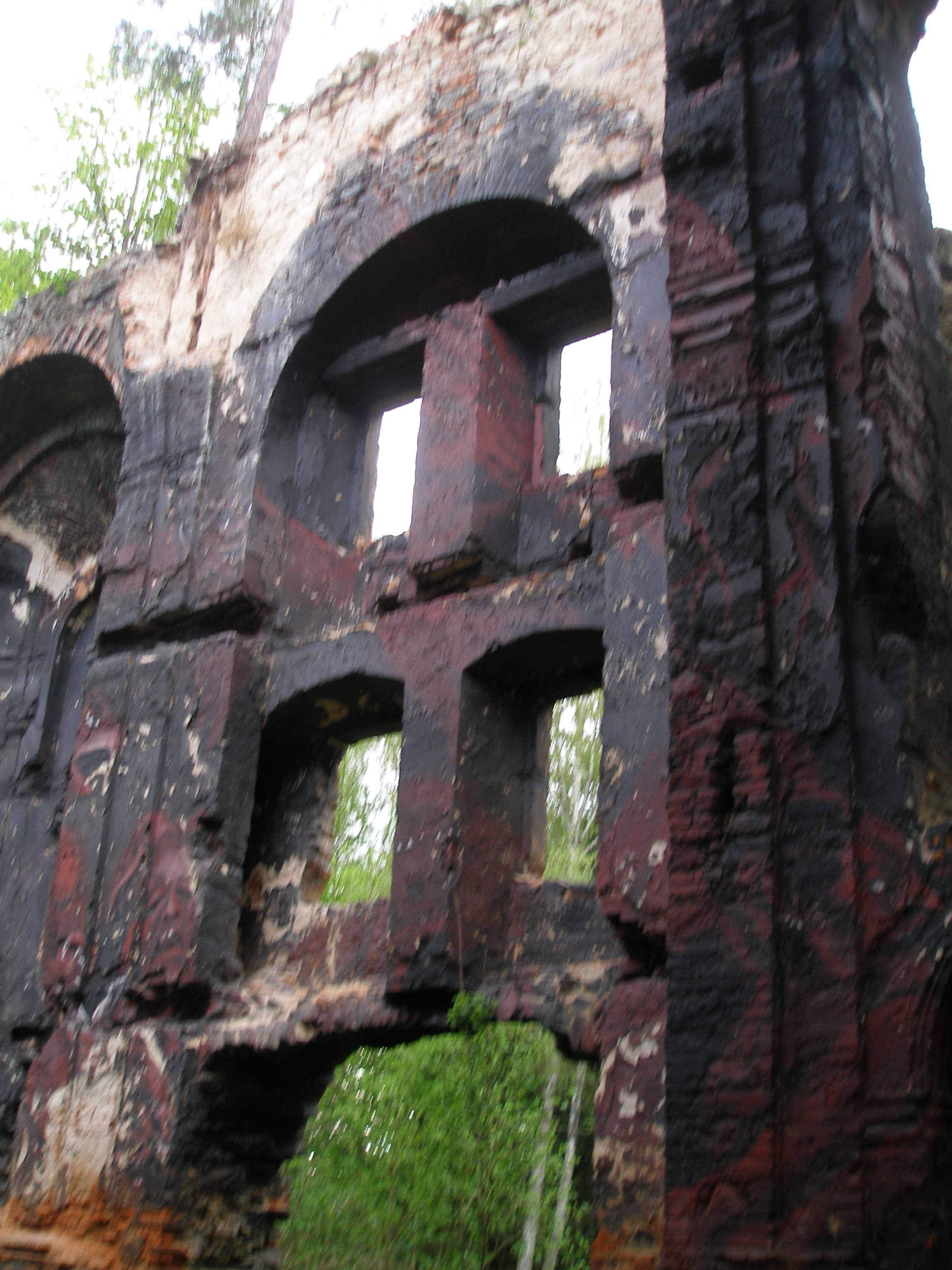
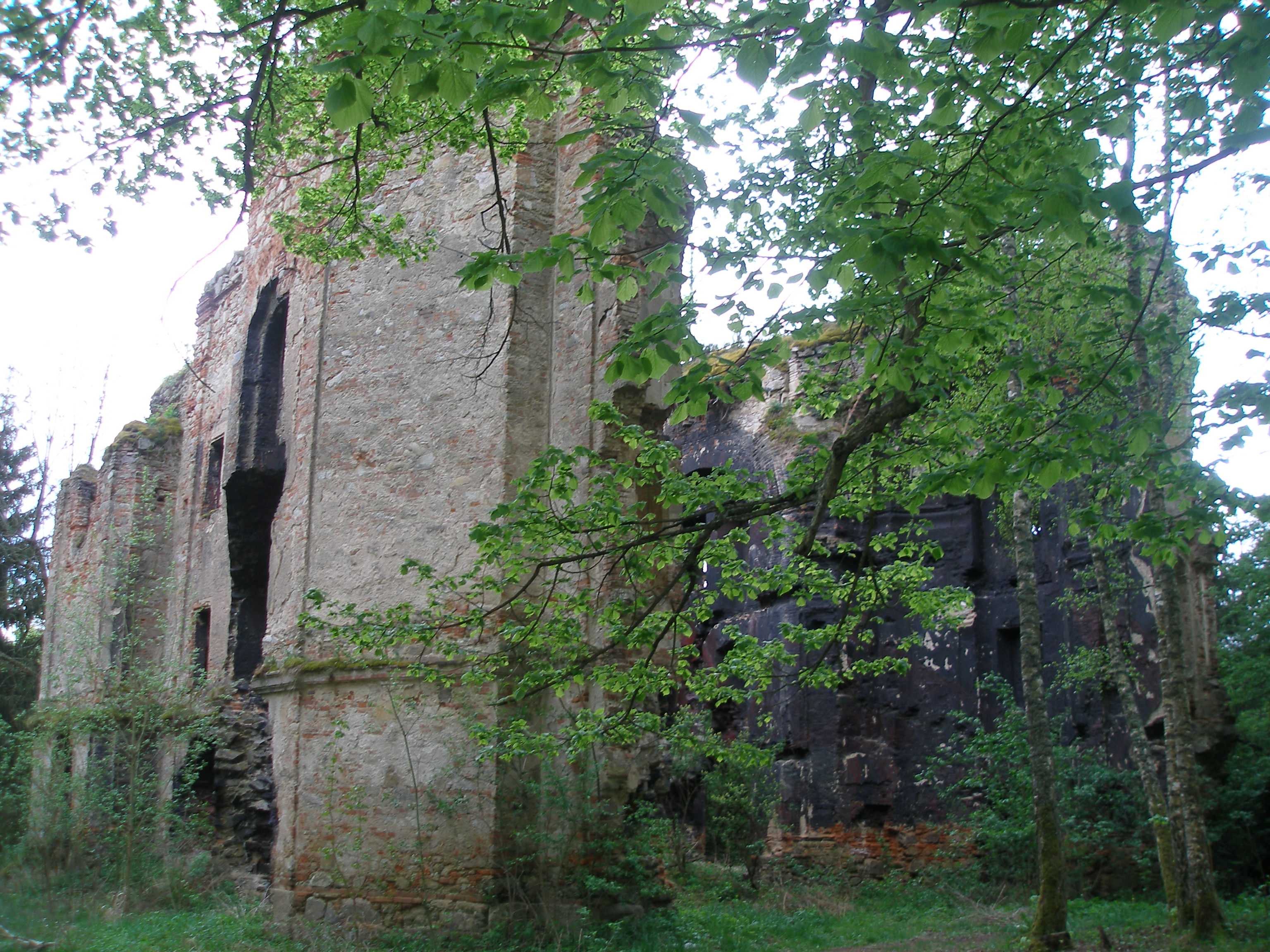
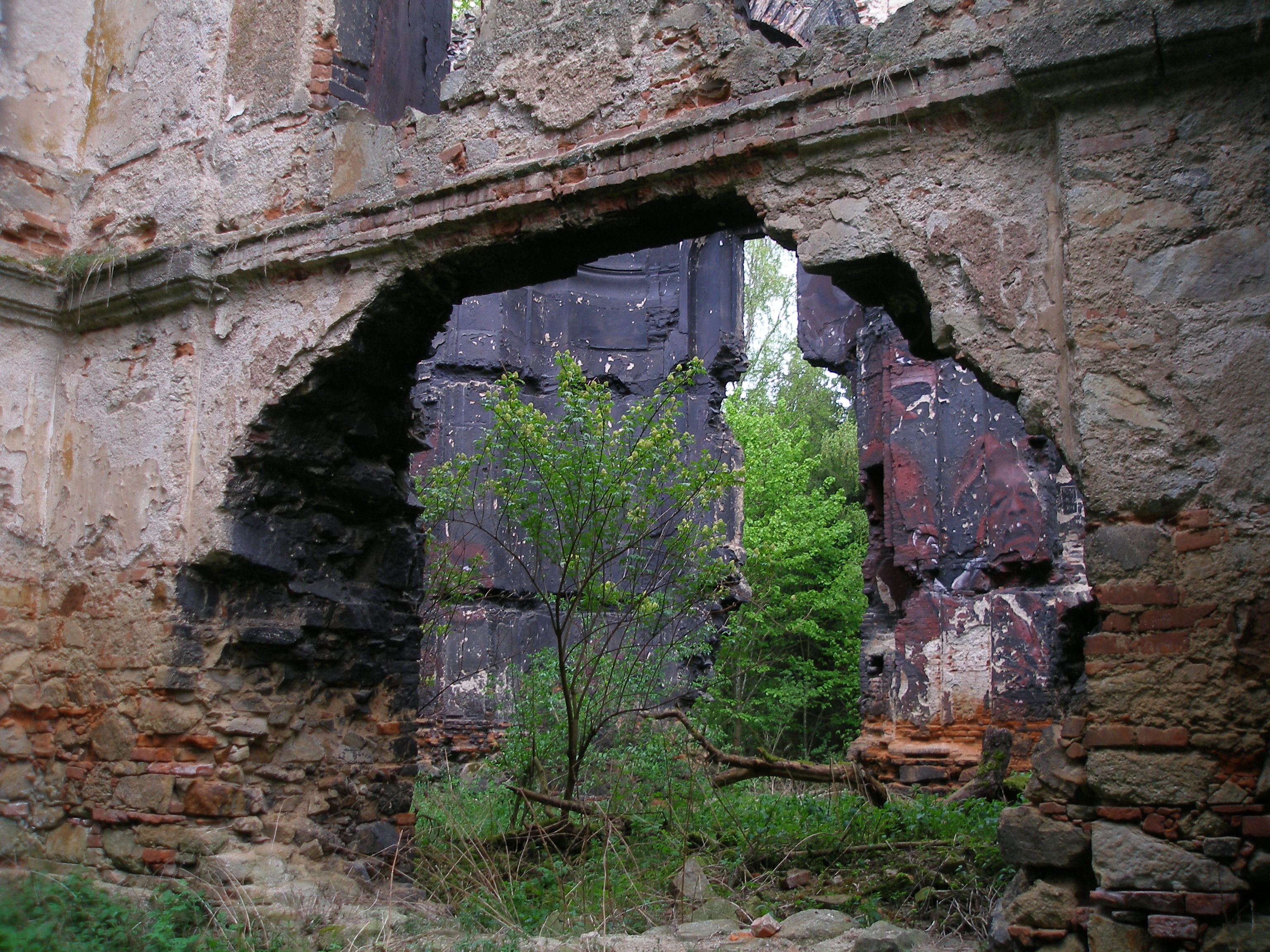